# … und morgen kommen die Polinnen
… und morgen kommen die Polinnen ist ein Dokumentarfilm des DEFA-Studios für Kurzfilme im Auftrag des Fernsehens der DDR von Gitta Nickel aus dem Jahr 1975.

## Handlung
Wir fahren hinter einem LKW her, der lebende Hühner geladen hat und am Kombinat Industrielle Mast (KIM), Storkow auf das Betriebsgelände fährt. Hier werden in einer Schlachtanlage die Hühner getötet und verarbeitet, bis sie in den Handel ausgeliefert werden können. Kurze Zeit später folgt ein Bus mit 40 polnischen Frauen, die in diesem Betrieb für vier Wochen ausgebildet werden sollen, um später diese Aufgaben in gleichartigen polnischen Betrieben, die zum Teil erst gegründet werden sollen, zu übernehmen. Es folgt die offizielle Begrüßung durch die Betriebsleitung und die Frauen berichten von ihren Beweggründen, weshalb sie diese Fahrt unternehmen. Das geht von dem Erlernen der deutschen Sprache bis zur Qualifizierung an den Maschinen. In solch einem Beruf hat bisher noch keine gearbeitet, sie waren vorher Krankenschwester, Kellnerin, Kosmetikerin, Schweißerin, Hausfrau und Verkäuferin. Die Entlohnung erfolgt nach den gleichen Maßstäben wie bei den deutschen Arbeiterinnen, und die Verpflegung sowie die Unterkunft sind für die Polinnen kostenlos. Anschließend wird das Wohnheim bezogen, das für die nächsten vier Wochen ihr Zuhause ist.
Bereits im Vorfeld wird mit den deutschen Mitarbeiterinnen darüber geredet, wie mit den Neuen umzugehen ist. Dabei ist auch die Meinung zu hören, dass die Zeit von vier Wochen einfach viel zu kurz ist. Der Wille zur guten Zusammenarbeit ist aber fast bei allen vorhanden. Der nächste Tag ist der erste Arbeitstag für die Polinnen. Ihre gute Laune, die sie noch auf dem Weg zur Produktionsstätte haben, verschwindet schnell bei der Einweisung in die zukünftige Tätigkeit. Das Einhängen der noch lebenden Hühner in das Förderband, das Schlachten, das Ausnehmen der Eingeweide und die weiteren Schritte haben sie sich nicht so brutal vorgestellt. Nachdem bei den deutschen Arbeiterinnen der Produktionsablauf beobachtet und erklärt wurde, werden an dem Ausbildungsband die Aufgaben verteilt und die Frauen eingewiesen. Das Förderband wird auf eine Geschwindigkeit von 34 Hühnern pro Minute eingestellt, bis diese später, nach der Einarbeitung, auf 44 Hühner pro Minute erhöht wird. Da diese Arbeiten eine starke physische Belastung bedeuten, wäre es besser, alle zwei Stunden den Arbeitsplatz zu wechseln, um nicht immer die gleichen Körperteile zu belasten. Doch das ist nicht möglich, da es nur auf Kosten der Qualität und der Quantität gehen würde, wenn sich die Kolleginnen immer wieder umstellen müssen. Auch sind die deutschen Helferinnen nicht vorhanden, die immer wieder die neuen Handgriffe zeigen und erklären können. Für diejenigen Deutschen, die zur Hilfe eingesetzt sind, ist es auch eine starke Belastung, denn wenn eine oder zwei Polinnen mal schwach werden, müssen sie deren Aufgabe mit übernehmen, denn das Band läuft weiter. Das ist besonders in der ersten 14 Tagen so, bis die Neuen sich eingearbeitet haben, dann wird es etwas ruhiger. Aber nach weiteren 14 Tagen kommen schon wieder die neuen Polinnen und der Stress geht von vorn los. Bei den Polinnen kommt langsam Kritik auf, da sie sich etwas anderes vorgestellt haben. So hört man zum Beispiel, dass die Arbeit sehr schwer ist, eine andere Frau fragt, was man hier schon groß lernen kann, denn man muss nur arbeiten, eine dritte erklärt aber, dass sie sich nicht ausgenutzt fühlt, denn sie ist ja wegen des Geldes hergekommen und das stimmt, eine andere ist wiederum der Meinung, doch eine ganze Menge zu lernen.
Zur Mittagspause wird die Post verteilt, die bei den Empfängerinnen teilweise starke Emotionen auslöst. Stefanias Gesicht ist voller Tränen, als sie den Brief von ihren Kindern in der Hand hält. Als sie dann noch zu ihrem Namenstag Blumen erhält, ist die Freude riesengroß, denn zu Hause hat sie das noch nicht erlebt. Die Arbeitsleistungen werden auch offen ausgewertet, doch bei den meisten gibt es nichts zu bemängeln. Es ist auch kein böser Wille, wenn sie die Leistung nicht schaffen, so will Stefania zu viel auf einmal machen, gerät dabei in Hektik und erreicht so nur 50 Prozent. Bei Teresa ist das etwas anders, sie könnte zwar schneller sein, will aber nicht, denn neben ihr steht ja noch eine deutsche Kollegin, die ihre Arbeit mitmacht. Nachdem sie deshalb ermahnt wird, läuft sie erst einmal davon und muss getröstet werden. Doch auch für die Gestaltung der Freizeit ist gesorgt, wie gemeinsames Einkaufen, eine Tanzveranstaltung besuchen, spazieren gehen, einen Schiffsausflug und weiteres. Am letzten Tag wird zum Feierabend an das Förderband, an der Stelle des letzten Hähnchens, ein Blumenstrauß befestigt und eine Flasche Wodka macht die Runde. Die polnischen und die deutschen Frauen haben sich inzwischen angefreundet und bei der Arbeit wird auch schon mal gesungen. Der Arbeitsgruppenleiterin, der der größte Anteil des Zusammenwachsens und der Qualifizierung zuzuschreiben ist, hält noch eine Rede, die sie mit einem „Sto lat“ beendet. Am nächsten Tag folgt noch eine offizielle Festveranstaltung, auf der die Polinnen Blumen und ihre Bescheinigungen für die erfolgreiche Teilnahme am Lehrgang bekommen und dann wird noch einmal richtig gefeiert, bevor es wieder nach Hause geht.

## Produktion und Veröffentlichung
… und morgen kommen die Polinnen wurde auf ORWO-Color im Auftrag des Fernsehens der DDR gedreht und hatte dort am 25. Februar 1975 im 1. Programm seine Erstausstrahlung. Für die Dramaturgie war Wolfgang Schwarze zuständig. Das immer wieder im Film auftauchende polnische Volkslied wurde vom Mazowsze-Ensemble gesungen.

## Kritik
Peter Berger schrieb im Neuen Deutschland: 

„Der Film ist wohldurchdacht und klug komponiert, ohne in kühler Perfektion zu erstarren. Das ist alles mitgefühlt, bevor es mitgeteilt wird.“

In der Berliner Zeitung bemerkte Gisela Herrmann: 

„Ein gesellschaftlicher Prozeß, aufgespürt in menschlichen Beziehungen. Eine sprechende Reportage. Darum läßt sie sich schwer besprechen. Weil aus ihrem Innern in unserem Innern viel mehr weckt, als ihre Bilder und Worte ausdrücken. Sagen läßt sich nur, woher wohl diese besondere Wirkungskraft kommt: Da ist jemand verliebt in unsere Zeit und ihre Menschen. Dieser Jemand: Gitta Nickel.“

M.K. äußert sich in der Neuen Zeit so: 

„Wie hier die Kamera zum Mittler wird, angehalten, ohne Umschweife zu erzählen, sachlich-realistisch, wie sie flüchtige Szenen, rasch erfaßt, aber ruhig und geduldig zuhört; wie dadurch auch eine brauchbare Alltagsphilosophie sich kundtut, weil auf die Menschliche Kraft und Ausstrahlung gebaut wird, das ist wirklich ganz erstaunlich.“